# 모로스
모로스(그리스어: Μόρος "운명")은 그리스 신화에서 '피할 수 없는 운명', '죽을 수밖에 없는 운명'의 의인화된 신이다.
모로스는 ‘밤’ 닉스 스스로 낳은 자식으로 케레스(죽음의 여신)과 타나토스(죽음)와 함께 태어났다. 이들 세명은 각각 "죽음"의 서로 다른 양상을 의미한다. 이들은 또한 닉스가 낳은 다른 자식들, 아파테(사기, 속임수), 모모스(비난), 모이라이(운명의 여신들), 오이지스(불행, 고초), 오네이로이(꿈), 필로테스(우정), 에리스(불화 不和)과도 같은 남매지간이다.
모로스에 관하여는 별로 알려진 것이 없는데 그는 제우스마저도 거절할 수 없는 무소불위의 힘을 가진 것으로 여겨졌다.